# Danh sách cầu thủ tham dự Giải vô địch bóng đá Đông Nam Á 2022
Dưới đây là các đội hình cho Giải vô địch bóng đá Đông Nam Á 2022, diễn ra từ ngày 23 tháng 12 năm 2022 đến ngày 15 tháng 1 năm 2023.

## Quy định
Danh sách đội hình được AFF quy định:
- Mỗi đội sẽ có 70 cầu thủ trong đội hình sơ bộ.
- Mỗi đội sẽ được đăng ký danh sách sơ bộ gồm 50 cầu thủ.
- Mỗi đội sẽ được đăng ký 23 cầu thủ (bao gồm 3 thủ môn) phải được đăng ký một ngày trước ngày trận đấu diễn ra.

## Bảng A

### Thái Lan
Huấn luyện viên:  Alexandre Polking
Đội hình cuối cùng gồm 23 cầu thủ của Thái Lan được thông báo vào ngày 17 tháng 12 năm 2022.
| 0#0 | Vị trí | Cầu thủ                           | Ngày sinh và tuổi           | Câu lạc bộ        |
| --- | ------ | --------------------------------- | --------------------------- | ----------------- |
| 1   | TM     | Kampol Pathomakkakul              | 29 tháng 7, 1992 (30 tuổi)  | Ratchaburi        |
| 2   | HV     | Sasalak Haiprakhon                | 8 tháng 1, 1996 (26 tuổi)   | Buriram United    |
| 3   | HV     | Theerathon Bunmathan (đội trưởng) | 6 tháng 2, 1990 (32 tuổi)   | Buriram United    |
| 4   | HV     | Pansa Hemviboon                   | 8 tháng 7, 1990 (32 tuổi)   | Buriram United    |
| 5   | HV     | Chalermsak Aukkee                 | 25 tháng 8, 1994 (28 tuổi)  | Police Tero       |
| 6   | TV     | Sarach Yooyen                     | 30 tháng 5, 1992 (30 tuổi)  | BG Pathum United  |
| 7   | TV     | Sumanya Purisai                   | 5 tháng 12, 1986 (36 tuổi)  | Chonburi          |
| 8   | TV     | Peeradon Chamratsamee             | 15 tháng 9, 1992 (30 tuổi)  | Buriram United    |
| 9   | TĐ     | Adisak Kraisorn                   | 1 tháng 2, 1991 (31 tuổi)   | Muangthong United |
| 10  | TĐ     | Teerasil Dangda                   | 6 tháng 6, 1988 (34 tuổi)   | BG Pathum United  |
| 11  | TV     | Bordin Phala                      | 20 tháng 12, 1994 (28 tuổi) | Port              |
| 12  | HV     | Kritsada Kaman                    | 18 tháng 3, 1999 (23 tuổi)  | Chonburi          |
| 13  | TV     | Jaroensak Wonggorn                | 18 tháng 5, 1997 (25 tuổi)  | Muangthong United |
| 14  | TV     | Sanrawat Dechmitr                 | 3 tháng 8, 1989 (33 tuổi)   | Tự do             |
| 15  | HV     | Suphanan Bureerat                 | 10 tháng 10, 1993 (29 tuổi) | Port              |
| 16  | HV     | Jakkapan Praisuwan                | 16 tháng 8, 1994 (28 tuổi)  | BG Pathum United  |
| 17  | TV     | Ekanit Panya                      | 21 tháng 10, 1999 (23 tuổi) | Muangthong United |
| 18  | TV     | Weerathep Pomphan                 | 19 tháng 9, 1996 (26 tuổi)  | Muangthong United |
| 19  | HV     | Chatmongkol Rueangthanarot        | 9 tháng 5, 2002 (20 tuổi)   | Chonburi          |
| 20  | TM     | Kittipong Phuthawchueak           | 26 tháng 9, 1989 (33 tuổi)  | BG Pathum United  |
| 21  | TĐ     | Poramet Arjvirai                  | 20 tháng 7, 1998 (24 tuổi)  | Muangthong United |
| 22  | TV     | Channarong Promsrikaew            | 17 tháng 4, 2001 (21 tuổi)  | Chonburi          |
| 23  | TM     | Saranon Anuin                     | 24 tháng 3, 1994 (28 tuổi)  | Chiangrai United  |

### Philippines
Huấn luyện viên: 
 Josep Ferré
Đội hình cuối cùng gồm 23 cầu thủ của Philippines được thông báo vào ngày 14 tháng 12 năm 2022.
| 0#0 | Vị trí | Cầu thủ                      | Ngày sinh và tuổi           | Câu lạc bộ           |
| --- | ------ | ---------------------------- | --------------------------- | -------------------- |
| 1   | TM     | Kevin Ray Mendoza            | 29 tháng 9, 1994 (28 tuổi)  | Kuala Lumpur City    |
| 2   | HV     | Simen Lyngbø                 | 18 tháng 2, 1998 (24 tuổi)  | United City          |
| 3   | HV     | Paul Tabinas                 | 5 tháng 7, 2002 (20 tuổi)   | Iwate Grulla Morioka |
| 4   | HV     | Jefferson Tabinas            | 7 tháng 8, 1998 (24 tuổi)   | Mito HollyHock       |
| 5   | HV     | Kamil Amirul                 | 16 tháng 2, 2004 (18 tuổi)  | ADT                  |
| 6   | TV     | Sandro Reyes                 | 29 tháng 3, 2003 (19 tuổi)  | Tự do                |
| 7   | TV     | Jesus Melliza                | 20 tháng 4, 1992 (30 tuổi)  | Kaya–Iloilo          |
| 8   | TV     | Arnel Amita                  | 10 tháng 1, 1995 (27 tuổi)  | Kaya–Iloilo          |
| 9   | TV     | Kenshiro Daniels             | 13 tháng 1, 1995 (27 tuổi)  | United City          |
| 10  | TV     | Oliver Bias                  | 15 tháng 6, 2001 (21 tuổi)  | Chiangmai United     |
| 11  | HV     | Yrick Gallantes              | 14 tháng 1, 2001 (21 tuổi)  | ADT                  |
| 12  | HV     | Amani Aguinaldo              | 24 tháng 4, 1995 (27 tuổi)  | Nakhon Ratchasima    |
| 14  | TĐ     | Jarvey Gayoso                | 11 tháng 2, 1997 (25 tuổi)  | Kaya–Iloilo          |
| 15  | TM     | Anthony Pinthus              | 11 tháng 4, 1998 (24 tuổi)  | United City          |
| 16  | TM     | Julian Schwarzer             | 26 tháng 10, 1999 (23 tuổi) | ADT                  |
| 17  | TV     | Stephan Schröck (đội trưởng) | 21 tháng 8, 1986 (36 tuổi)  | ADT                  |
| 18  | HV     | Christian Rontini            | 20 tháng 7, 1999 (23 tuổi)  | Penang               |
| 19  | TV     | Hikaru Minegishi             | 5 tháng 6, 1991 (31 tuổi)   | United City          |
| 20  | TĐ     | Mark Hartmann                | 20 tháng 1, 1992 (30 tuổi)  | United City          |
| 21  | TV     | Harry Nuñez                  | 16 tháng 12, 2004 (18 tuổi) | ADT                  |
| 22  | TV     | Pocholo Bugas                | 3 tháng 12, 2001 (21 tuổi)  | United City          |
| 23  | HV     | Audie Menzi                  | 11 tháng 10, 1994 (28 tuổi) | Kaya–Iloilo          |

### Indonesia
Huấn luyện viên:  Shin Tae-yong
Đội hình cuối cùng gồm 23 cầu thủ của Indonesia được thông báo vào ngày 19 tháng 12 năm 2022.
| 0#0 | Vị trí | Cầu thủ                         | Ngày sinh và tuổi           | Câu lạc bộ         |
| --- | ------ | ------------------------------- | --------------------------- | ------------------ |
|     | TM     | Nadeo Argawinata                | 9 tháng 3, 1997 (25 tuổi)   | Bali United        |
|     | HV     | Jordi Amat                      | 21 tháng 3, 1992 (30 tuổi)  | Johor Darul Ta'zim |
|     | HV     | Edo Febriansyah                 | 25 tháng 7, 1997 (25 tuổi)  | RANS Nusantara     |
|     | HV     | Hansamu Yama                    | 16 tháng 1, 1995 (27 tuổi)  | Persija Jakarta    |
|     | HV     | Rizky Ridho                     | 21 tháng 11, 2001 (21 tuổi) | Persebaya Surabaya |
|     | TV     | Yakob Sayuri                    | 22 tháng 9, 1997 (25 tuổi)  | PSM Makassar       |
|     | TV     | Marselino Ferdinan              | 9 tháng 9, 2004 (18 tuổi)   | Persebaya Surabaya |
|     | TV     | Witan Sulaeman                  | 8 tháng 10, 2001 (21 tuổi)  | AS Trenčín         |
|     | TĐ     | Ilija Spasojević                | 11 tháng 9, 1987 (35 tuổi)  | Bali United        |
|     | TĐ     | Egy Maulana Vikri               | 7 tháng 7, 2000 (22 tuổi)   | Tự do              |
|     | TV     | Saddil Ramdani                  | 2 tháng 1, 1999 (23 tuổi)   | Tự do              |
|     | HV     | Pratama Arhan                   | 21 tháng 12, 2001 (20 tuổi) | Tokyo Verdy        |
|     | TV     | Rachmat Irianto                 | 3 tháng 9, 1999 (23 tuổi)   | Persib Bandung     |
|     | HV     | Asnawi Mangkualam               | 4 tháng 10, 1999 (23 tuổi)  | Ansan Greeners     |
|     | TV     | Ricky Kambuaya                  | 5 tháng 5, 1996 (26 tuổi)   | Persib Bandung     |
|     | TĐ     | Ramadhan Sananta                | 27 tháng 11, 2002 (20 tuổi) | PSM Makassar       |
|     | TV     | Syahrian Abimanyu               | 25 tháng 4, 1999 (23 tuổi)  | Persija Jakarta    |
|     | TĐ     | Muhammad Rafli                  | 24 tháng 11, 1998 (24 tuổi) | Arema              |
|     | HV     | Fachruddin Aryanto (đội trưởng) | 19 tháng 2, 1989 (33 tuổi)  | Madura United      |
|     | TM     | Syahrul Trisna                  | 26 tháng 11, 1995 (27 tuổi) | Persikabo 1973     |
|     | TM     | Muhammad Riyandi                | 3 tháng 1, 2000 (22 tuổi)   | Persis Solo        |
|     | TĐ     | Dendy Sulistyawan               | 26 tháng 10, 1996 (26 tuổi) | Bhayangkara        |
|     | TV     | Marc Klok                       | 20 tháng 4, 1993 (29 tuổi)  | Persib Bandung     |

### Campuchia
Huấn luyện viên:  Keisuke Honda
Đội hình cuối cùng gồm 23 cầu thủ của Campuchia được thông báo vào ngày 20 tháng 12 năm 2022.
| 0#0 | Vị trí | Cầu thủ                  | Ngày sinh và tuổi           | Câu lạc bộ                  |
| --- | ------ | ------------------------ | --------------------------- | --------------------------- |
| 1   | TM     | Keo Soksela              | 1 tháng 8, 1997 (25 tuổi)   | Visakha                     |
| 2   | HV     | Taing Bunchhai           | 28 tháng 12, 2002 (19 tuổi) | Boeung Ket                  |
| 3   | HV     | Choun Chanchav           | 5 tháng 5, 1999 (23 tuổi)   | Phnom Penh Crown            |
| 4   | HV     | Tes Sambath              | 20 tháng 10, 2000 (22 tuổi) | Visakha                     |
| 5   | HV     | Soeuy Visal (đội trưởng) | 19 tháng 8, 1995 (27 tuổi)  | Preah Khan Reach Svay Rieng |
| 6   | TV     | In Sodavid               | 2 tháng 7, 1998 (24 tuổi)   | Visakha                     |
| 7   | TĐ     | Lim Pisoth               | 29 tháng 8, 2001 (21 tuổi)  | Phnom Penh Crown            |
| 8   | TV     | Orn Chanpolin            | 15 tháng 3, 1998 (24 tuổi)  | Phnom Penh Crown            |
| 9   | TĐ     | Sieng Chanthea           | 9 tháng 9, 2002 (20 tuổi)   | Boeung Ket                  |
| 10  | TĐ     | Keo Sokpheng             | 3 tháng 3, 1992 (30 tuổi)   | Visakha                     |
| 11  | TĐ     | Mat Noron                | 17 tháng 6, 1998 (24 tuổi)  | Boeung Ket                  |
| 12  | TV     | Sos Suhana               | 4 tháng 4, 1992 (30 tuổi)   | Nagaworld                   |
| 13  | HV     | Sareth Krya              | 3 tháng 3, 1996 (26 tuổi)   | Preah Khan Reach Svay Rieng |
| 14  | TĐ     | Nick Taylor              | 2 tháng 9, 1998 (24 tuổi)   | Orlando City B              |
| 15  | TĐ     | Reung Bunheing           | 25 tháng 9, 1992 (30 tuổi)  | Visakha                     |
| 16  | TV     | Ouk Sovann               | 15 tháng 5, 1998 (24 tuổi)  | Visakha                     |
| 17  | TĐ     | Sa Ty                    | 4 tháng 4, 2002 (20 tuổi)   | Visakha                     |
| 18  | HV     | Seut Baraing             | 29 tháng 9, 1999 (23 tuổi)  | Phnom Penh Crown            |
| 19  | HV     | Cheng Meng               | 27 tháng 2, 1998 (24 tuổi)  | Visakha                     |
| 20  | HV     | Boris Kok                | 20 tháng 5, 1991 (31 tuổi)  | Phnom Penh Crown            |
| 21  | TM     | Vireak Dara              | 30 tháng 10, 2003 (19 tuổi) | Visakha                     |
| 22  | TM     | Hul Kimhuy               | 7 tháng 4, 2000 (22 tuổi)   | Tự do                       |
| 23  | TV     | Thierry Chantha Bin      | 1 tháng 6, 1991 (31 tuổi)   | Visakha                     |
| 24  | TV     | Yeu Muslim               | 25 tháng 12, 1998 (23 tuổi) | Phnom Penh Crown            |

### Brunei
Huấn luyện viên:  Mario Rivera
Đội hình cuối cùng gồm 23 cầu thủ của Brunei được thông báo vào ngày 10 tháng 12 năm 2022.
| 0#0 | Vị trí | Cầu thủ                            | Ngày sinh và tuổi           | Câu lạc bộ   |
| --- | ------ | ---------------------------------- | --------------------------- | ------------ |
| 1   | TM     | Haimie Abdullah Nyaring            | 31 tháng 5, 1998 (24 tuổi)  | DPMM         |
| 2   | HV     | Alinur Rashimy Jufri               | 12 tháng 6, 2000 (22 tuổi)  | Kasuka       |
| 3   | HV     | Abdul Mu'iz Sisa                   | 20 tháng 4, 1991 (31 tuổi)  | DPMM         |
| 4   | HV     | Fakharrazi Hassan                  | 15 tháng 7, 1989 (33 tuổi)  | DPMM         |
| 5   | TV     | Nurikhwan Othman                   | 15 tháng 1, 1993 (29 tuổi)  | DPMM         |
| 6   | TV     | Azwan Saleh                        | 6 tháng 1, 1988 (34 tuổi)   | DPMM         |
| 7   | TV     | Azwan Ali Rahman                   | 11 tháng 1, 1992 (30 tuổi)  | DPMM         |
| 8   | TV     | Nazirrudin Ismail                  | 27 tháng 12, 1998 (23 tuổi) | MS PPDB      |
| 9   | TĐ     | Abdul Azizi Ali Rahman             | 17 tháng 1, 1987 (35 tuổi)  | DPMM         |
| 10  | TĐ     | Adi Said                           | 15 tháng 10, 1990 (32 tuổi) | Kota Ranger  |
| 11  | TV     | Najib Tarif                        | 5 tháng 2, 1988 (34 tuổi)   | DPMM         |
| 12  | HV     | Khairil Shahme Suhaimi             | 16 tháng 4, 1993 (29 tuổi)  | Kasuka       |
| 13  | TV     | Haziq Kasyful Azim Hasimulabdillah | 24 tháng 12, 1998 (23 tuổi) | Kasuka       |
| 14  | TĐ     | Hamizan Aziz Sulaiman              | 24 tháng 1, 1989 (33 tuổi)  | Indera SC    |
| 15  | TV     | Hendra Azam Idris (đội trưởng)     | 10 tháng 8, 1988 (34 tuổi)  | DPMM         |
| 16  | HV     | Yura Indera Putera Yunos           | 25 tháng 3, 1996 (26 tuổi)  | DPMM         |
| 17  | HV     | Wafi Aminuddin                     | 20 tháng 9, 2000 (22 tuổi)  | DPMM         |
| 18  | TM     | Ishyra Asmin Jabidi                | 9 tháng 7, 1998 (24 tuổi)   | MS ABDB      |
| 19  | HV     | Hanif Hamir                        | 22 tháng 2, 1997 (25 tuổi)  | DPMM         |
| 20  | TM     | Jefri Syafiq Ishak                 | 21 tháng 5, 2002 (20 tuổi)  | Kuala Belait |
| 21  | TĐ     | Razimie Ramlli                     | 6 tháng 8, 1990 (32 tuổi)   | DPMM         |
| 22  | HV     | Shafie Effendy                     | 4 tháng 8, 1995 (27 tuổi)   | MS ABDB      |
| 23  | TV     | Hakeme Yazid Said                  | 8 tháng 2, 2003 (19 tuổi)   | DPMM         |

## Bảng B

### Việt Nam
Huấn luyện viên:  Park Hang-seo
Đội hình cuối cùng gồm 23 cầu thủ của Việt Nam được thông báo vào ngày 20 tháng 12 năm 2022.
| 0#0 | Vị trí | Cầu thủ                   | Ngày sinh và tuổi | Câu lạc bộ          |
| --- | ------ | ------------------------- | ----------------- | ------------------- |
| 1   | TM     | Trần Nguyên Mạnh          | 20 tháng 12, 1991 | Viettel             |
| 2   | HV     | Đỗ Duy Mạnh               | 29 tháng 9, 1996  | Hà Nội              |
| 3   | HV     | Quế Ngọc Hải              | 15 tháng 5, 1993  | Sông Lam Nghệ An    |
| 4   | HV     | Bùi Tiến Dũng             | 2 tháng 10, 1995  | Viettel             |
| 5   | HV     | Đoàn Văn Hậu              | 19 tháng 4, 1999  | Hà Nội              |
| 6   | HV     | Nguyễn Thanh Bình         | 2 tháng 11, 2000  | Viettel             |
| 7   | HV     | Nguyễn Phong Hồng Duy     | 13 tháng 6, 1996  | Hoàng Anh Gia Lai   |
| 8   | TV     | Đỗ Hùng Dũng (đội trưởng) | 8 tháng 9, 1993   | Hà Nội              |
| 9   | TĐ     | Nguyễn Văn Toàn           | 12 tháng 4, 1996  | Seoul E-Land        |
| 10  | TĐ     | Nguyễn Văn Quyết          | 1 tháng 7, 1991   | Hà Nội              |
| 11  | TV     | Nguyễn Tuấn Anh           | 16 tháng 5, 1995  | Hoàng Anh Gia Lai   |
| 12  | HV     | Bùi Hoàng Việt Anh        | 1 tháng 1, 1999   | Hà Nội              |
| 13  | HV     | Hồ Tấn Tài                | 6 tháng 11, 1997  | Topenland Bình Định |
| 14  | TV     | Nguyễn Hoàng Đức          | 11 tháng 1, 1998  | Viettel             |
| 15  | TV     | Châu Ngọc Quang           | 1 tháng 2, 1996   | Hải Phòng           |
| 16  | HV     | Nguyễn Thành Chung        | 8 tháng 9, 1997   | Hà Nội              |
| 17  | HV     | Vũ Văn Thanh              | 14 tháng 4, 1996  | Hoàng Anh Gia Lai   |
| 18  | TĐ     | Phạm Tuấn Hải             | 19 tháng 5, 1998  | Hà Nội              |
| 19  | TV     | Nguyễn Quang Hải          | 12 tháng 4, 1997  | Pau                 |
| 20  | TV     | Phan Văn Đức              | 11 tháng 4, 1996  | Sông Lam Nghệ An    |
| 21  | TM     | Nguyễn Văn Toản           | 26 tháng 11, 1999 | Hải Phòng           |
| 22  | TĐ     | Nguyễn Tiến Linh          | 20 tháng 10, 1997 | Becamex Bình Dương  |
| 23  | TM     | Đặng Văn Lâm              | 13 tháng 8, 1993  | Topenland Bình Định |

### Malaysia
Huấn luyện viên:  Kim Pan-gon
Đội hình cuối cùng gồm 23 cầu thủ của Malaysia được thông báo vào ngày 16 tháng 12 năm 2022.
| 0#0 | Vị trí | Cầu thủ                   | Ngày sinh và tuổi           | Câu lạc bộ         |
| --- | ------ | ------------------------- | --------------------------- | ------------------ |
| 1   | TM     | Kalamullah Al-Hafiz       | 30 tháng 7, 1995 (27 tuổi)  | Petaling Jaya City |
| 2   | HV     | Azam Azmi                 | 12 tháng 2, 2001 (21 tuổi)  | Terengganu         |
| 3   | HV     | Quentin Cheng             | 20 tháng 11, 1999 (23 tuổi) | Selangor           |
| 4   | HV     | Ruventhiran Vengadesan    | 24 tháng 8, 2001 (21 tuổi)  | Petaling Jaya City |
| 5   | HV     | Sharul Nazeem             | 16 tháng 11, 1999 (23 tuổi) | Selangor           |
| 6   | HV     | Dominic Tan               | 12 tháng 3, 1997 (25 tuổi)  | Sabah              |
| 7   | TĐ     | Faisal Halim              | 7 tháng 1, 1998 (24 tuổi)   | Terengganu         |
| 8   | TV     | Stuart Wilkin             | 12 tháng 3, 1998 (24 tuổi)  | Sabah              |
| 9   | TĐ     | Darren Lok                | 18 tháng 9, 1991 (31 tuổi)  | Petaling Jaya City |
| 10  | TV     | Lee Tuck                  | 30 tháng 6, 1988 (34 tuổi)  | Sri Pahang         |
| 11  | TĐ     | Safawi Rasid (đội trưởng) | 5 tháng 3, 1997 (25 tuổi)   | Ratchaburi         |
| 12  | HV     | Fazly Mazlan              | 22 tháng 12, 1993 (28 tuổi) | Selangor           |
| 14  | TV     | Mukhairi Ajmal            | 7 tháng 11, 2001 (21 tuổi)  | Selangor           |
| 15  | HV     | Khuzaimi Piee             | 11 tháng 11, 1993 (29 tuổi) | Negeri Sembilan    |
| 16  | TM     | Syihan Hazmi              | 26 tháng 2, 1996 (26 tuổi)  | Negeri Sembilan    |
| 18  | TV     | Brendan Gan               | 3 tháng 6, 1988 (34 tuổi)   | Selangor           |
| 19  | TĐ     | Ezequiel Agüero           | 7 tháng 4, 1994 (28 tuổi)   | Sri Pahang         |
| 20  | TĐ     | Shamie Iszuan             | 10 tháng 9, 1995 (27 tuổi)  | Sarawak United     |
| 22  | TĐ     | Haqimi Azim               | 6 tháng 1, 2003 (19 tuổi)   | Kuala Lumpur City  |
| 23  | TM     | Rahadiazli Rahalim        | 28 tháng 5, 2001 (21 tuổi)  | Terengganu         |
| 25  | TĐ     | Nor Hakim Hassan          | 2 tháng 10, 1991 (31 tuổi)  | Selangor           |
| 26  | TV     | David Rowley              | 6 tháng 2, 1990 (32 tuổi)   | Sri Pahang         |
| 27  | TV     | Aliff Haiqal              | 11 tháng 7, 2000 (22 tuổi)  | Selangor           |

### Singapore
Huấn luyện viên:  Nishigaya Takayuki
Đội hình cuối cùng gồm 23 cầu thủ của Singapore được thông báo vào ngày 20 tháng 12 năm 2022.
|  | TM | Hassan Sunny              | 2 tháng 4, 1984 (38 tuổi)   | Albirex Niigata (S)   |  |  |
|  | TM | Zaiful Nizam              | 24 tháng 7, 1987 (35 tuổi)  | Geylang International |  |  |
|  | TM | Syazwan Buhari            | 22 tháng 9, 1992 (30 tuổi)  | Tampines Rovers       |  |  |
|  |    |                           |                             |                       |  |  |
|  | HV | Hariss Harun (đội trưởng) | 19 tháng 11, 1990 (32 tuổi) | Lion City Sailors     |  |  |
|  | HV | Muhammad Shakir Hamzah    | 20 tháng 10, 1992 (30 tuổi) | Tanjong Pagar United  |  |  |
|  | HV | Nazrul Nazari             | 11 tháng 2, 1991 (31 tuổi)  | Hougang United        |  |  |
|  | HV | Irfan Fandi               | 13 tháng 8, 1997 (25 tuổi)  | BG Pathum United      |  |  |
|  | HV | Muhammad Amirul Adli Azmi | 13 tháng 1, 1996 (26 tuổi)  | Lion City Sailors     |  |  |
|  | HV | Christopher van Huizen    | 28 tháng 11, 1992 (30 tuổi) | Tampines Rovers       |  |  |
|  | HV | Ryhan Stewart             | 15 tháng 2, 2000 (22 tuổi)  | Chiangmai             |  |  |
|  | HV | Joshua Pereira            | 10 tháng 10, 1997 (25 tuổi) | Geylang International |  |  |
|  |    |                           |                             |                       |  |  |
|  | TV | Shahdan Sulaiman          | 9 tháng 5, 1988 (34 tuổi)   | Lion City Sailors     |  |  |
|  | TV | Zulfahmi Arifin           | 5 tháng 10, 1991 (31 tuổi)  | Hougang United        |  |  |
|  | TV | Anumanthan Kumar          | 14 tháng 7, 1994 (28 tuổi)  | Lion City Sailors     |  |  |
|  | TV | Hafiz Nor                 | 22 tháng 8, 1988 (34 tuổi)  | Lion City Sailors     |  |  |
|  | TV | Song Ui-young             | 8 tháng 11, 1993 (29 tuổi)  | Lion City Sailors     |  |  |
|  | TV | Hami Syahin               | 16 tháng 12, 1998 (24 tuổi) | Lion City Sailors     |  |  |
|  | TV | Shah Shahiran             | 14 tháng 11, 1999 (23 tuổi) | Young Lions           |  |  |
|  | TV | Farhan Zulkifli           | 10 tháng 11, 2002 (20 tuổi) | Hougang United        |  |  |
|  |    |                           |                             |                       |  |  |
|  | TĐ | Muhammad Faris Ramli      | 24 tháng 8, 1992 (30 tuổi)  | Lion City Sailors     |  |  |
|  | TĐ | Shawal Anuar              | 29 tháng 4, 1991 (31 tuổi)  | Hougang United        |  |  |
|  | TĐ | Amy Recha                 | 13 tháng 5, 1992 (30 tuổi)  | Hougang United        |  |  |
|  | TĐ | Ilhan Fandi               | 8 tháng 11, 2002 (20 tuổi)  | Deinze                |  |  |

### Myanmar
Huấn luyện viên:  Antoine Hey
Đội hình cuối cùng gồm 23 cầu thủ của Myanmar được thông báo vào ngày 19 tháng 12 năm 2022.
| 0#0 | Vị trí | Cầu thủ          | Ngày sinh và tuổi           | Câu lạc bộ         |
| --- | ------ | ---------------- | --------------------------- | ------------------ |
| 1   | TM     | Kyaw Zin Phyo    | 1 tháng 2, 1993 (29 tuổi)   | Shan United        |
| 2   | TM     | Myo Min Latt     | 20 tháng 2, 1995 (27 tuổi)  | Ratchaburi         |
| 3   | TM     | Tun Nanda Oo     | 14 tháng 8, 1999 (23 tuổi)  | Myawady            |
| 4   | HV     | David Htan       | 13 tháng 5, 1988 (34 tuổi)  | Yangon United      |
| 5   | HV     | Nanda Kyaw       | 3 tháng 9, 1996 (26 tuổi)   | Shan United        |
| 6   | HV     | Ye Min Thu       | 18 tháng 2, 1998 (24 tuổi)  | Shan United        |
| 7   | HV     | Thiha Htet Aung  | 13 tháng 3, 1996 (26 tuổi)  | Yangon United      |
| 8   | HV     | Hein Zeyar Lin   | 8 tháng 12, 2000 (22 tuổi)  | Yangon United      |
| 9   | HV     | Hein Phyo Win    | 19 tháng 9, 1998 (24 tuổi)  | Ratchaburi         |
| 10  | HV     | Win Moe Kyaw     | 9 tháng 10, 1996 (26 tuổi)  | Hantharwady United |
| 11  | TV     | Aung Naing Win   | 1 tháng 6, 1997 (25 tuổi)   | Ayeyawady United   |
| 12  | TV     | Kyaw Zin Lwin    | 4 tháng 1, 1993 (29 tuổi)   | Shan United        |
| 13  | TV     | Wai Lin Aung     | 30 tháng 7, 1999 (23 tuổi)  | ISPE               |
| 14  | TV     | Hein Htet Aung   | 5 tháng 10, 2001 (21 tuổi)  | Selangor           |
| 15  | TV     | Yan Naing Oo     | 31 tháng 3, 1996 (26 tuổi)  | Yangon United      |
| 16  | TV     | Lwin Moe Aung    | 10 tháng 12, 1999 (23 tuổi) | Rayong             |
| 17  | TV     | Kyaw Min Oo      | 16 tháng 5, 1996 (26 tuổi)  | Yangon United      |
| 18  | TV     | Lin Htet Soe     | 18 tháng 2, 1998 (24 tuổi)  | ISPE               |
| 19  | TĐ     | Aung Kaung Mann  | 18 tháng 2, 1998 (24 tuổi)  | Udon Thani         |
| 20  | TĐ     | Win Naing Tun    | 3 tháng 5, 2000 (22 tuổi)   | Yangon United      |
| 21  | TĐ     | Myat Kaung Khant | 15 tháng 7, 2000 (22 tuổi)  | Shan United        |
| 22  | TĐ     | Ye Yint Aung     | 22 tháng 3, 2000 (22 tuổi)  | Yadanarbon         |
| 23  | TĐ     | Maung Maung Lwin | 18 tháng 6, 1995 (27 tuổi)  | Lamphun Warriors   |

### Lào
Huấn luyện viên:  Michael Weiß
|  | TM | Keo-Oudone Souvannasangso    | 19 tháng 6, 2000 (22 tuổi)  | Lao Army                  |  |  |
|  | TM | Phounin Xayyasone            | 10 tháng 1, 2004 (18 tuổi)  | Ezra                      |  |  |
|  | TM | Chanthavysay Thiep Anong     | 9 tháng 5, 2004 (18 tuổi)   | Ezra FC                   |  |  |
|  | TM | Xaysavath Souvanhansok       | 3 tháng 9, 1999 (23 tuổi)   | Young Elephants           |  |  |
|  |    |                              |                             |                           |  |  |
|  | HV | Kaharn Phetsivilay           | 9 tháng 9, 1998 (24 tuổi)   | Young Elephants           |  |  |
|  | HV | Thinnakone Kongtakan         | 20 tháng 8, 2002 (20 tuổi)  | Lao Army                  |  |  |
|  | HV | Phonsack Seesavath           | 4 tháng 10, 2004 (18 tuổi)  | Ezra                      |  |  |
|  | HV | Vongsakda Chanthaleuxay      | 28 tháng 12, 2004 (17 tuổi) | Ezra                      |  |  |
|  | HV | Inthachuk Sisouphan          | 21 tháng 5, 2001 (21 tuổi)  | Luang Prabang             |  |  |
|  | HV | Anantaza Siphongphan         | 9 tháng 11, 2004 (18 tuổi)  | Ezra                      |  |  |
|  | HV | Nalongsit Chanthalangsy      | 3 tháng 12, 2001 (21 tuổi)  | Champasak                 |  |  |
|  | HV | Phoutthavong Sangvilay       | 16 tháng 10, 2004 (18 tuổi) | Ezra                      |  |  |
|  | HV | At Viengkham                 | 24 tháng 10, 2000 (22 tuổi) | Master 7                  |  |  |
|  | HV | Phetdavanh Somsanid          | 24 tháng 4, 2004 (18 tuổi)  | Champasak                 |  |  |
|  |    |                              |                             |                           |  |  |
|  | TV | Kydavone Souvanny            | 22 tháng 12, 1999 (22 tuổi) | Young Elephants           |  |  |
|  | TV | Chanthavixay Khounthoumphone | 17 tháng 2, 2004 (18 tuổi)  | Ezra                      |  |  |
|  | TV | Oun Phetvongsa               | 29 tháng 9, 2003 (19 tuổi)  | Ezra                      |  |  |
|  | TV | Anousone Xaypanya            | 16 tháng 12, 2002 (20 tuổi) | Ezra                      |  |  |
|  | TV | Manolom Phetphakdy           | 28 tháng 12, 1991 (30 tuổi) | Young Elephants           |  |  |
|  | TV | Phouvieng Phounsavath        | 12 tháng 12, 2002 (20 tuổi) | Viengchanh                |  |  |
|  | TV | Mitsada Saitaifah            | 25 tháng 1, 1987 (35 tuổi)  | Young Singh Hatyai United |  |  |
|  | TV | Soukaphone Vongchiengkham    | 9 tháng 3, 1992 (30 tuổi)   | Trat                      |  |  |
|  | TV | Phithack Kongmathilath       | 26 tháng 8, 1996 (26 tuổi)  | Nakhon Pathom United      |  |  |
|  |    |                              |                             |                           |  |  |
|  | TĐ | Chony Wenpaserth             | 27 tháng 11, 2002 (20 tuổi) | Ezra                      |  |  |
|  | TĐ | Ekkamai Ratxachak            | 16 tháng 7, 1999 (23 tuổi)  | Champasak                 |  |  |
|  | TĐ | Soukphachan Lueanthala       | 24 tháng 8, 2002 (20 tuổi)  | Champasak                 |  |  |
|  | TĐ | Phathana Phommathep          | 27 tháng 2, 1999 (23 tuổi)  | Ezra                      |  |  |
|  | TĐ | Billy Ketkeophomphone        | 24 tháng 3, 1990 (32 tuổi)  | Tự do                     |  |  |

## Thống kê

### Đại diện theo độ tuổi

#### Cầu thủ ngoài sân
- Cầu thủ lớn tuổi nhất:  Stephan Schröck (36 năm, 121 ngày)
- Cầu thủ trẻ tuổi nhất:  Harry Nuñez (18 năm, 4 ngày)

#### Thủ môn
- Thủ môn lớn tuổi nhất:  Hassan Sunny (38 năm, 262 ngày)
- Thủ môn trẻ tuổi nhất:  Phounin Xayyasone (18 năm, 344 ngày)

#### Đội trưởng
- Đội trưởng lớn tuổi nhất:  Stephan Schröck (36 năm, 121 ngày)
- Đội trưởng trẻ tuổi nhất:  Safawi Rasid (25 năm, 290 ngày)

#### Huấn luyện viên
- Huấn luyện viên lớn tuổi nhất:  Ryu Hirose (66 năm, 245 ngày)
- Huấn luyện viên trẻ tuổi nhất:  Josep Ferré (39 năm, 24 ngày)

### Cầu thủ đại diện theo hệ thống giải đấu
Quốc gia được in đậm là những quốc gia đại diện tham dự giải đấu.
| Quốc gia    | Số cầu thủ | Tỷ lệ phần trăm | Đội tuyển quốc gia | Cầu thủ cấp thấp |
| ----------- | ---------- | --------------- | ------------------ | ---------------- |
| Thái Lan    | 32         | 13.04%          | 10                 | 6                |
| Malaysia    | 25         | 10.87%          | 3                  | 0                |
| Brunei      | 23         | 10.00%          | 0                  | 0                |
| Campuchia   | 22         | 9.57%           | 0                  | 0                |
| Việt Nam    | 22         | 9.57%           | 0                  | 0                |
| Lào         | 20         | 8.70%           | 0                  | 0                |
| Singapore   | 20         | 8.70%           | 0                  | 0                |
| Indonesia   | 17         | 7.39%           | 0                  | 0                |
| Myanmar     | 17         | 7.39%           | 0                  | 0                |
| Philippines | 15         | 6.52%           | 0                  | 0                |
| Tự do       | 6          | 2.61%           | 0                  | 0                |
| Nhật Bản    | 3          | 1.30%           | 3                  | 3                |
| Bỉ          | 1          | 0.87%           | 1                  | 1                |
| Đan Mạch    | 1          | 0.43%           | 1                  | 1                |
| Pháp        | 1          | 0.43%           | 1                  | 1                |
| Slovakia    | 1          | 0.43%           | 1                  | 0                |
| Hàn Quốc    | 1          | 0.43%           | 1                  | 1                |
| Hoa Kỳ      | 1          | 0.43%           | 1                  | 1                |
| Tổng cộng   | 230        | 100%            | 22 (9.57%)         | 14 (6.09%)       |

- Đội hình của Brunei được tạo hoàn toàn từ các cầu thủ đến từ các giải đấu quốc nội của quốc gia này.
- Đội hình của Singapore bao gồm các cầu thủ được tuyển dụng bởi câu lạc bộ nước ngoài, nhưng cũng có nhiều cầu thủ được tuyển dụng trong các hệ thống giải đấu trong nước của Singapore. Cầu thủ nội của Singapore (Hassan Sunny) thi đấu cho các đội bóng Nhật Bản tại Giải bóng đá ngoại hạng Singapore.
- Ba đội tuyển chỉ có một cầu thủ đang thi đấu ở nước ngoài là Campuchia, Malaysia và Việt Nam.
- Myanmar là đội tuyển có đội hình có nhiều cầu thủ nhất từ một liên đoàn nước ngoài, với 5 cầu thủ được lựa chọn tại Thái Lan.
- Trong số các quốc gia không có đội tuyển quốc gia đại diện tại AFF Mitsubishi Electric Cup, Nhật Bản cung cấp nhiều cung cấp các cầu thủ của các câu lạc bộ nhiều nhất với 3 cầu thủ.
- Thai League 2 của Thái Lan có 6 cầu thủ được triệu tập vào các đội tuyển cho giải đấu, nhưng không có cầu thủ nào của Thái Lan.
- Giải đấu thấp nhất trên hệ thống giải đấu quốc nội được đại diện tại AFF Mitsubishi Electric Cup là J3 League, giải đấu thuộc hạng ba của hệ thống giải đấu ở Nhật Bản. Cầu thủ Philippines Paul Tabinas (Iwate Grulla Morioka) đang thi đấu tại giải đấu này.

### Cầu thủ đại diện theo các câu lạc bộ
| Số cầu thủ | Câu lạc bộ |
| ---------- | ---------- |
| 14         | DPMM       |

| Số cầu thủ | Câu lạc bộ |
| ---------- | --- |
| 9          | Visakha Ezra |
| 8          | Selangor Lion City Sailors |
| 7          | Hà Nội |
| 6          | Phnom Penh Crown Yangon United United City |
| 5          | Shan United ADT Hougang United BG Pathum United Muangthong United |
| 4          | Young Elephants Kaya–Iloilo Buriram United Chonburi Hoàng Anh Gia Lai Viettel |
| 3          | Kasuka Boeung Ket Angkor Persib Bandung Champasak Petaling Jaya City Sri Pahang Terengganu Ratchaburi |
| 2          | MS ABDB Preah Khan Reach Svay Rieng Bali United Persebaya Surabaya Persija Jakarta PSM Makassar Kuala Lumpur City Negeri Sembilan Sabah ISPE Geylang International Tampines Rovers Port Hải Phòng Sông Lam Nghệ An Topenland Bình Định |
| 1          | Deinze Indera Kota Ranger Kuala Belait MS PPDB Nagaworld Randers Freja Pau Arema Bhayangkara Madura United Persikabo 1973 Persis Solo RANS Nusantara Iwate Grulla Morioka Mito HollyHock Tokyo Verdy Lao Army Luang Prabang Master 7 Viengchanh Johor Darul Ta'zim Kedah Darul Aman Sarawak United Ayeyawady United Hantharwady United Myawady Yadanarbon Albirex Niigata (S) Tanjong Pagar United Young Lions AS Trenčín Ansan Greeners Chiangmai Chiangrai United Lamphun Warriors Nakhon Pathom United Nakhon Ratchasima Police Tero Rayong Trat Udon Thani Orlando City B Becamex Bình Dương |

### Cầu thủ đại diện theo liên đoàn các châu lục
| Liên đoàn | Số cầu thủ | Tỷ lệ phần trăm |
| --------- | ---------- | --------------- |
| AFC       | 225        | 97.83%          |
| UEFA      | 4          | 1.74%           |
| CONCACAF  | 1          | 0.43%           |
| CAF       | 0          | 0.00%           |
| CONMEBOL  | 0          | 0.00%           |
| OFC       | 0          | 0.00%           |

### Độ tuổi trung bình của các đội tuyển quốc gia
| Độ tuổi trung bình | Đội tuyển quốc gia |
| ------------------ | ------------------ |
| 28.6               | Singapore          |
| 28.3               | Thái Lan           |
| 27.9               | Brunei             |
| 26                 | Việt Nam           |
| 25.9               | Malaysia           |
| 25                 | Myanmar            |
| 24.7               | Indonesia          |
| 24.6               | Philippines        |
| 24.4               | Campuchia          |
| 22.1               | Lào                |

### Huấn luyện viên đại diện theo từng quốc gia
Huấn luyện viên được in đậm đại diện cho quốc tịch của riêng họ. Dưới đây là danh sách:
| Số lượng | Quốc gia    | Huấn luyện viên                                                             |
| -------- | ----------- | --------------------------------------------------------------------------- |
| 3        | Hàn Quốc    | Kim Pan-gon (Malaysia), Park Hang-seo (Việt Nam), Shin Tae-yong (Indonesia) |
| 2        | Đức         | Antoine Hey (Myanmar), Michael Weiß (Lào)                                   |
| 2        | Nhật Bản    | Ryu Hirose (Campuchia), Takayuki Nishigaya (Singapore)                      |
| 2        | Tây Ban Nha | Josep Ferré (Philippines), Mario Rivera (Brunei)                            |
| 1        | Brasil      | Alexandré Pölking (Thái Lan)                                                |